# ترودي مارشال
ترودي مارشال (بالإنجليزية: Trudy Marshall) هي عارضة وممثلة أمريكية، ولدت في 14 فبراير 1920 ببروكلين في الولايات المتحدة، وتوفيت في 23 مايو 2004 في الولايات المتحدة.

## وصلات خارجية
- ترودي مارشال على موقع IMDb (الإنجليزية)
- ترودي مارشال على موقع إن إن دي بي (الإنجليزية)
- ترودي مارشال على موقع قاعدة بيانات الفيلم (الإنجليزية)